# آلفردو پیودا
آلفردو پیودا (به اسپانیایی: Alfredo Poveda) (زادهٔ ۲۴ ژانویه ۱۹۲۶ – درگذشتهٔ ۷ ژوئن ۱۹۹۰) یک سیاستمدار اهل اکوادور بود. وی از ۱۱ ژانویه ۱۹۷۶ تا ۱۰ اوت ۱۹۷۹ رئیس‌جمهور این کشور بود.